# Ayberk Karapo
Ayberk Karapo (* 21. Juli 2004 im Manisa) ist ein türkischer Fußballspieler.

## Karriere

### Verein
Karapo begann seine Karriere 2014 in dem Jugendverein von Altınordu Izmir und spielte später bei Manisa FK. Bei Manisa FK unterschrieb er am 9. August 2022 einen Fünfjahresvertrag.
In der Saison 2024/25 wurde er an den Süper-Lig-Verein Çaykur Rizespor ausgeliehen.

### Nationalmannschaft
Von 2022 bis 2023 spielte Karapo für die türkische U20-Nationalmannschaft. Seit 2023 gehört er der türkischen U21-Nationalmannschaft.